# Spacelab
Spacelab var et rumlaboratorium udviklet af Den Europæiske Rumorganisation (ESA), den danske virksomhed Terma var med i dette projekt. Det bestod af moduler i lastrummet på rumfærgen under en rummission, hvor det kortvarigt omdannede rumfærgen til en rumstation. Første Spacelab blev opsendt i 1983 om bord på Columbia mission STS-9. Modulet bestod af et dobbelt trykmodul og to paller monteret med eksternt udstyr. Spacelab blev aldrig frigjort fra rumfærgen men småsatellitter blev fra tid til anden sat fri.
I trykmodulerne kunne forskere og astronauter gennemføre eksperimenter i et vægtløst miljø. På pallerne kunne forskere placere eksperimenter som ikke behøvede direkte tilslutning, men kunne fjernstyres fra rumfærgens kabine. Det første Spacelab-modul blev leveret til Kennedy Space Center d. 11. december 1981.
Hensigten med Spacelab var at udvikle en midlertidig rumstation uden for meget spildtid til vedligeholdelse. Årsagen var at man ville undgå udgifterne til driften af en rumstation i omløbsbane rundt om jorden, som Skylab, for senere at lade den brænde op i atmosfæren. Det første Spacelab-sæt (LM1) forærede ESA til NASA mod at få europæiske astronauter med på rumfærge-missioner og for at kunne forske i et vægtløst miljø. Den andet sæt (LM2) købte NASA af ESA for at anvende det til egne formål. Pallerne blev udviklet af British Aerospace.
Spacelab blev taget ud af drift i 1998 for at flytte forskningen til Den Internationale Rumstation (ISS). Pallerne blev taget i brug et par år senere på en mission, men om Spacelab, trykmoduler eller paller, vil blive benyttet fremover vides ikke.

## Spacelabs modulsystem
Spacelab er et modulsystem. Trykmodulerne findes som enkelte (4,3 m lange) og dobbelte (7,0 m). I trykmodulerne kan to henholdsvis fire astronauter arbejde uden rumdragter. Trykmodulet er forbundet med rumfærgens kabine via en tunnel. Foruden trykmodulerne består Spacelab af op til fem 3 meter lange U-formede paller med udstyr der skal udsættes for vakuum, stråling mm. eller som ikke behøver menneskelig manipulation under rumfærden. Pallerne er anbragt mellem trykmodulet og rumfærgens halesektion. 
- Et dobbelt trykmodul giver højst plads til to paller.
- Et enkelt trykmodul giver højst plads til tre paller.
- Ingen trykmoduler giver plads til højst fem paller.
- Et trykmodul indeholder køleanlægget, strømfordelingen og dataopsamling. Hvis Spacelab er uden trykmoduler tilkobles en Igloo, der udfører den funktion.

## Spacelab missioner
- STS-9, Spacelab 1, november 1983, LM1, dobbelt trykmodul og to paller (Columbia)
- STS-51-B, Spacelab 3, april 1985, Module LM1 (Challenger)
- STS-51-F, Spacelab 2, juli 1985, tre paller (Challenger)
- STS-61-A, Spacelab D1, oktober 1985, Module LM2 (Challenger)

- STS-35, ASTRO-1, December 1990, Pallet (Columbia)
- STS-40, SLS-1, Juni 1991, Module LM1 (Columbia)
- STS-42, IML-1, Januar 1992, Module LM2 (Discovery)
- STS-45, ATLAS-1, Marts 1992, double Pallet configuration (Atlantis)
- STS-50, USML-1, Juni 1992, Module LM1 (Columbia)
- STS-47, Spacelab-J, September 1992, Module LM2 (Endeavour)
- STS-56, ATLAS-2, April 1993, Pallet (Discovery)
- STS-55, Spacelab D2, April 1993, Module LM1 (Columbia)
- STS-58, SLS-2, Oktober 1993, Module LM2 (Columbia)
- STS-59, SRL-1, April 1994, Pallet (Endeavour)
- STS-65, IML-2, Juli 1994, Module LM1 (Columbia)
- STS-68, SRL-2, Oktober 1994, Pallet (Endeavour)
- STS-66, ATLAS-3, November 1994, Pallet (Atlantis)
- STS-67, ASTRO-2, Marts 1995, Pallet (Endeavour)
- STS-71, Spacelab-Mir, Juni 1995, Module LM2 (Atlantis)
- STS-73, USML-2, Oktober 1995, Module LM1 (Columbia)
- STS-78, LMS, Juni 1996, Module LM2 (Columbia)
- STS-83, MSL-1, April 1997, Module LM1 (Columbia)
- STS-94, MSL-1R, Juli 1997, Module LM1 (Columbia)
- STS-90, Neurolab, April 1998, Module LM2 (Columbia)
- STS-99, SRTM, Februar 2000, Pallet (Endeavour)